# Spirontocaris ochotensis
Spirontocaris ochotensis — вид настоящих креветок из семейства Thoridae. Морское ракообразное. В ископаемом виде неизвестно. Встречается в Северной части Тихого океана от арктических до умеренных вод у берегов Азии и Северной Америки. В российских водах распространён в заливе Петра Великого и у южных Курил. Обитает на глубине от 1 до 40 м. Длина тела до 5 см. Есть хорошо развитый прямой рострум с 9-14 зубцами на верхнем крае и 3-6 на нижнем. Есть 2-4 надглазничных шипа. I антенны с 2 бичиками. Первая пара ходильных ног с клешнями. 5-й членик ходильных ног 2-й пары расчленен минимум на 3 кольца. Охранный статус вида не определён, он безвреден для человека, объектом промысла не является.